# José Antonio Fortea
José Antonio Fortea Cucurull (Barbastro, Huesca, 11 de octubre de 1968), más conocido como Padre Fortea, es un sacerdote católico y teólogo español especializado en demonología. Es doctor en Teología por el Pontificio Ateneo Regina Apostolorum de Roma.
Se ha especializado en temas referentes a ángeles, demonios, posesión diabólica y exorcismo.

## Biografía
José Antonio Fortea es un sacerdote católico y teólogo especializado en lo relativo a los ángeles, a los demonios, el infierno, la posesión diabólica y el exorcismo. Ha sido y sigue siendo el exorcista más famoso de España.
El Padre Fortea nació en Barbastro (Huesca, España) el 11 de octubre de 1968. Vivió en Barbastro hasta que se trasladó a realizar sus estudios de Teología en la Universidad de Navarra.
Fue ordenado diácono el 9 de enero de 1994, y presbítero el 3 de julio de 1994. Siempre ha pertenecido al presbiterio de la diócesis de Alcalá de Henares (España).
Cursó la licenciatura de Teología en la especialidad de Historia de la Iglesia en la Facultad de Teología de Comillas. En 1998 defendió su tesis de licenciatura El exorcismo en la época actual dirigida por el secretario de la Comisión para la Doctrina de la Fe de la Conferencia Episcopal Española.
Posteriormente, en la iglesia donde era párroco, comenzó a atender casos relativos a problemas de tipo demoníaco. Y así continuó hasta que se trasladó a Roma a realizar su doctorado en Teología.

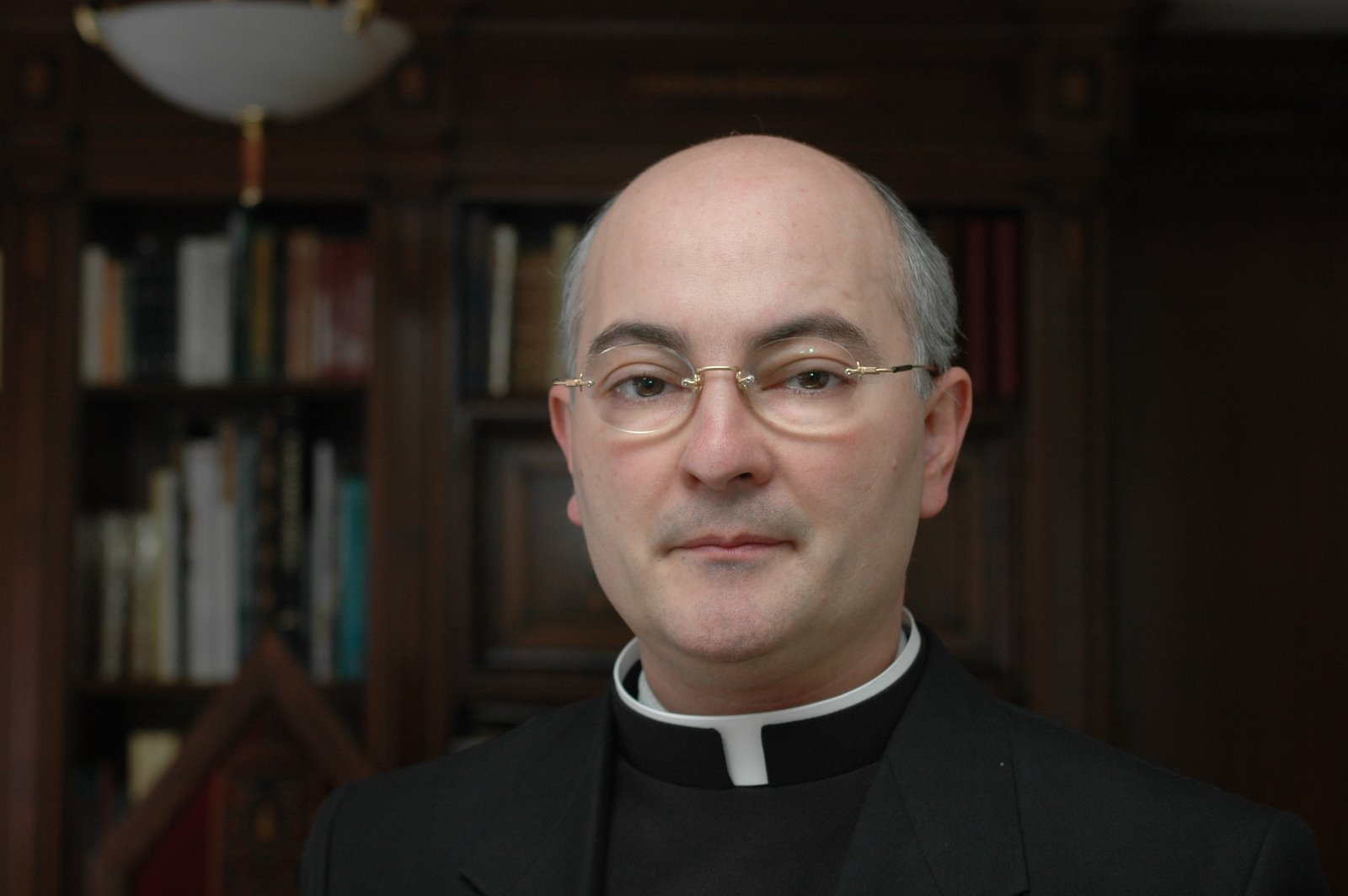
El padre Fortea en 2005

En 2015 se doctoró en el Ateneo Regina Apostolorum de Roma con la tesis Problemas teológicos de la práctica del exorcismo. Cuando volví de Roma, le dije a mi obispo que, existiendo ya exorcistas en la diócesis, podía ayudar más a la Iglesia escribiendo libros que practicando exorcismos.
Pertenece al presbiterio de la diócesis de Alcalá de Henares (España). Aunque actualmente no ejerce como exorcista, sino que se dedica a escribir libros, es el rostro más visible de esta práctica en España. Este experto en demonología fue durante mucho tiempo el único que atendía casos de supuestos posesos. A pesar de no ejercer el exorcismo sigue siendo una referencia en el universo de la demonología.
Ha escrito distintos títulos sobre el tema del demonio, pero su obra abarca otros campos de la Teología. Sus libros han sido publicados en diez lenguas y dedica parte de su tiempo a dar conferencias.
En 2011, viajó a Europa y Sudamérica con el documentalista noruego Fredrik Horn Akselsen para realizar Eksoristen i det 21. århundre (El exorcista en el siglo XXI), una película que muestra a Fortea y que se emitió por primera vez en 2012 en NRK TV.

## Obra

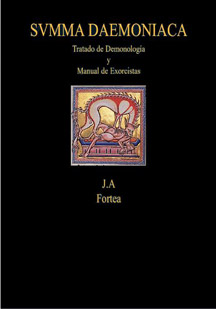
Cubierta de Summa demoniaca, obra del padre Fortea

La obra más conocida del Padre Fortea es Summa dæmoniaca. Este libro es un tratado sobre el demonio y el infierno.

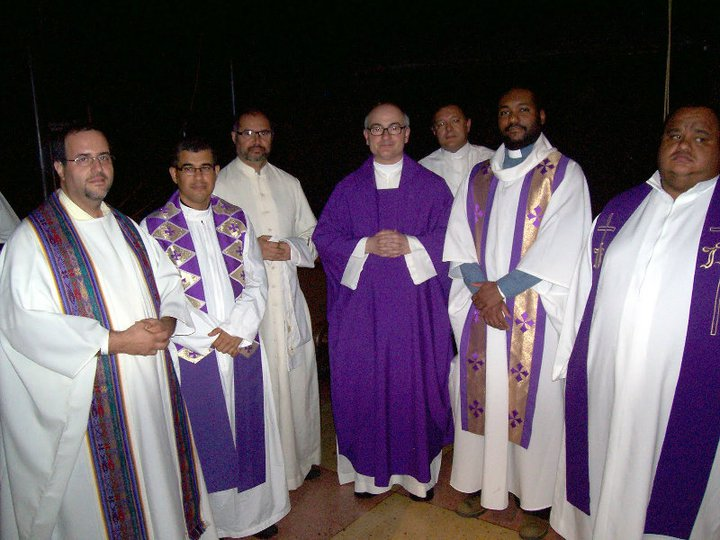
José Antonio Fortea en Venezuela

El libro Exorcística es el suplemento de Summa dæmoniaca. Este segundo tratado aborda las cuestiones de detalle acerca de todos los temas tratados en el primer libro.
En su libro Anneliese Michel, un caso de posesión analiza el caso de una posesa alemana que falleció en 1976. 
En Un Dios misterioso analiza la cuestión de los dones carismáticos.
Un género en el que el sacerdote José Antonio Fortea ha sido más prolífico ha sido el de la novela, escribiendo una serie de ellas acerca del Apocalipsis. Su Decalogía o Saga del Apocalipsis es un ciclo de diez novelas sobre el fin del mundo, explicado una y otra vez desde distintos puntos de vista.
Por géneros, algunos de los libros publicados son los siguientes:

### Novela
- Decalogía o Saga del Apocalipsis (ciclo de diez novelas sobre el fin del mundo desde distintos puntos de vista, compuesto entre 1998 y 2004, y reescrito desde entonces):
  - Cyclus Apocalypticus (2005)
  - Historia de la segunda secesión de los Estados Unidos (2005)[9]

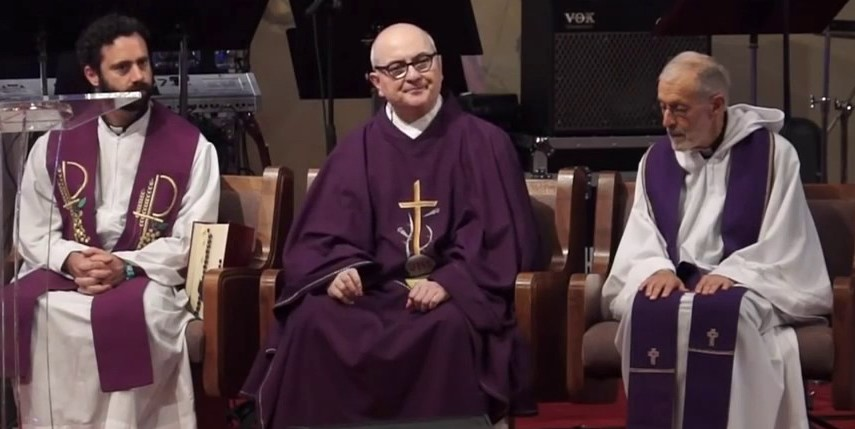
En una misa en Houston, en el año 2016, durante un simposio

- - La construcción del jardín del Edén (2005)
  - Memorias del último gran maestre templario. Año del señor 2211 (2005)[10]
  - El juicio (2005)
  - Necronerópolis (2005)
  - El hundimiento de la Torre de Babel (2005)
  - El crepúsculo de los burócratas (2005)
  - Libro noveno. Fragmentos de la época del Apocalipsis (2005)
  - Libro décimo. Fragmentos de la época del Apocalipsis (2005)
- Edipo vasco, Libros Libres, 2004. ISBN 84-96088-29-4
- Obra férrea, Editorial Dos Latidos, Benasque, 2004, ISBN 9788493378813
- Historia del mundo angélico, Editorial Cobel, 2014.[11]
- Las corrientes que riegan el cielo
- Torres góticas
- El curioso caso de la muerte del gato del obispo[12]

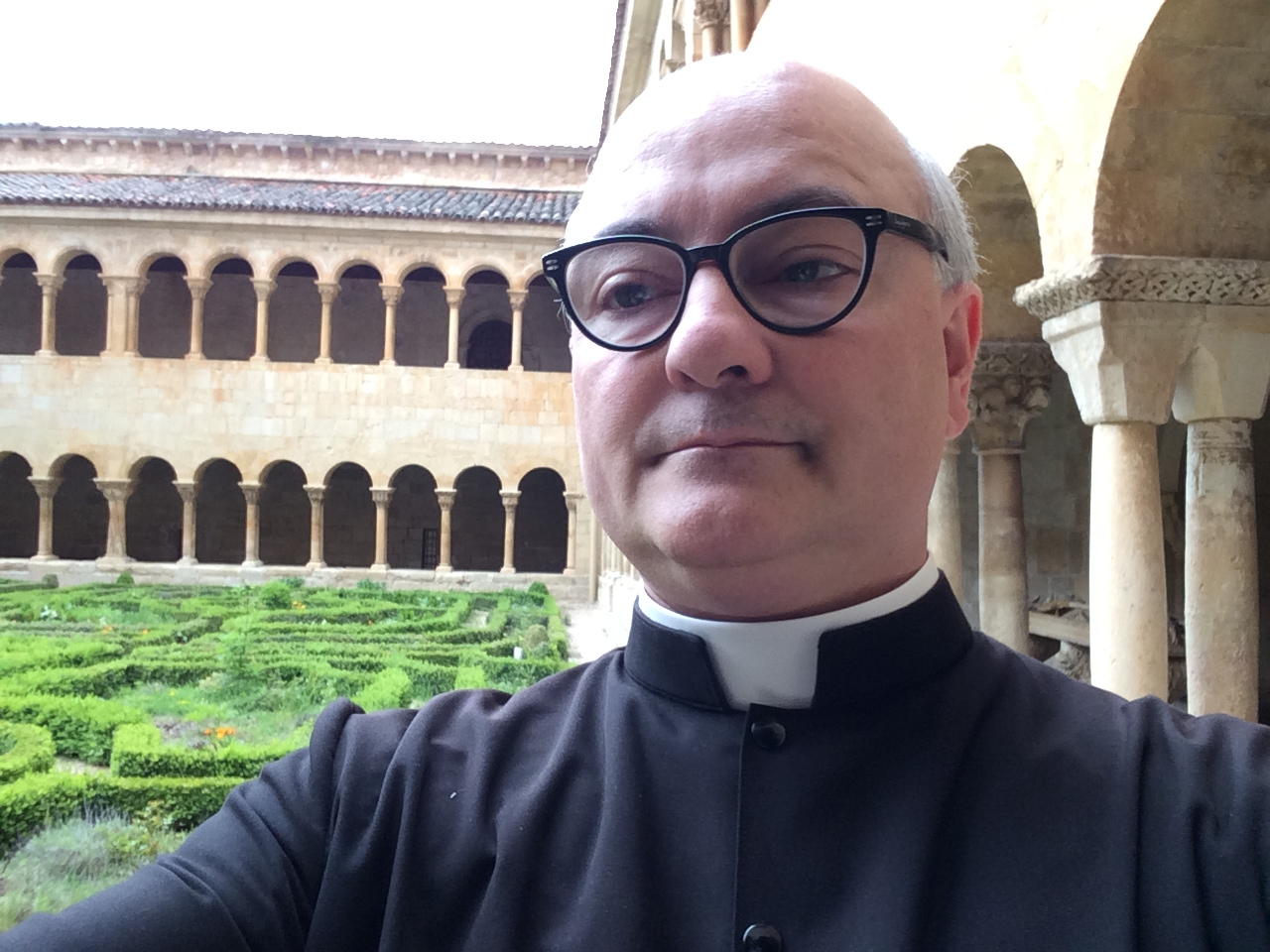
Fortea en el monasterio de Silos

- La tempestad de Dios
- La construcción de la razón
- Historias hamletianas
- Libro cuadrado

### Teología dogmática
- Daemoniacum. Tratado de demonología. Belacqua, Barcelona, 2002, ISBN 84-95894-09-2
- Summa dæmoniaca. Editorial Dos Latidos, Benasque, 2004, ISBN 84-933788-2-8
- Exorcística. Cuestiones sobre el demonio, la posesión y el exorcismo, 2007
- Anneliese Michelle, un caso de posesión, Editorial Polwen, Polonia, 2011
- Un Dios Misterioso, Editorial Dos Latidos, Benasque, 2010.
- El Exorcismo Magno
- La tiniebla en el exorcismo
- Tratado sobre las almas perdidas

### Espiritualidad
- Un Dios Misterioso
- La mitra y las ínfulas
- La vestición del obispo
- El león y las llaves

### Liturgia
- El Incienso de la Alabanza
- La reparación de la santidad de un templo profanado
- Las aguas vivas que borbotean
- Sobre el breviario

### Otras obras
- Eimeric, Nicolau: Manual de inquisidores, La Esfera de los Libros. Traducción y prólogo de J. A. Fortea.[13]
- Memorias de un exorcista, Editorial Martínez Roca, 2008, ISBN 9788427034839.
- Colegio de pontífices
- Manzanas de Gomorra
- La luz de la diaconía[14]
- Ex scriptorio
- La grande y fuerte Babilonia[15]
- La decadencia de las columnas jónicas[16]

#### Escritos Catedralicios
- Templo neovaticano
- Templo isidoriano
- Templo atanasiano
- La catedral de San Agustín[17]